# Атромитос (футбольный клуб, Афины)
«Атромитос» (греч. ΠΑΕ ΑΠΣ Ατρόμητος Αθηνών) — греческий профессиональный футбольный клуб из города Перистерион, пригорода Афин. В настоящее время выступает в высшем дивизионе греческого чемпионата — Суперлиге Греции. Домашние матчи команда проводит на стадионе «Перистери», вмещающем 10 200 зрителей.

## История
Клуб основан в мае 1923 года. В 1928 году клуб выиграл бронзовые медали — это высшее достижение команды в чемпионатах Греции. В сезоне 2006/07 команда дебютировала в Кубке УЕФА в матчах против будущего обладателя трофея испанской «Севильи» и уступила по сумме двух игр 1:6 (1:2 и 0:4). В 2009 году клуб выиграл Бета Этники и вышел в Суперлигу.

## Выступления клуба в еврокубках

Прежний логотип клуба

| Сезон   | Турнир      | Раунд                    | Страна               | Клуб         | Дома | На выезде | Общий счёт |  |
| ------- | ----------- | ------------------------ | -------------------- | ------------ | ---- | --------- | ---------- |  |
| 2006/07 | Кубок УЕФА  | 1 раунд                  | Испания              | Севилья      | 1:2  | 0:4       | 1:6        |  |
| 2012/13 | Лига Европы | Плей-офф                 | Англия               | Ньюкасл      | 1:1  | 0:1       | 1:2        |  |
| 2013/14 | Лига Европы | Плей-офф                 | Нидерланды           | АЗ           | 1:3  | 2:0       | 3:3 (в)    |  |
| 2014/15 | Лига Европы | 3 квалификационный раунд | Босния и Герцеговина | Сараево      | 1:3  | 2:1       | 3:4        |  |
| 2015/16 | Лига Европы | 3 квалификационный раунд | Швеция               | АИК          | 1:0  | 3:1       | 4:1        |  |
| 2015/16 | Лига Европы | Плей-офф                 | Турция               | Фенербахче   | 0:1  | 0:3       | 0:4        |  |
| 2018/19 | Лига Европы | 2 квалификационный раунд | Беларусь             | Динамо Брест | 1:1  | 3:4       | 4:5        |  |
| 2019/20 | Лига Европы | 2 квалификационный раунд | Словакия             | ДАК 1904     | 3:2  | 2:1       | 5:3        |  |
| 2019/20 | Лига Европы | 3 квалификационный раунд | Польша               | Легия        | 0:2  | 0:0       | 0:2        |  |

## Достижения
- Бронзовый призёр чемпионата Греции (2): 1927/28, 2012/13
- Победитель Греческой футбольной лиги (второго дивизиона) (2): 1979/80, 2008/09
- Финалист Кубка Греции (2): 2010/11, 2011/12